# Sochaczew
Sochaczew és una ciutat polonesa, del voivodat de Masòvia. Els primers signes d'habitants es remunten al 1221, quan ja hi ha menció d'un primer castell. Durant la guerra contra Lituània, la ciutat fou destruïda el 1286. No es pot datar amb exactitud quan va rebre l'estatus de ciutat, però sí que se sap que ja el tenia el 1368. Es creu que el va poder rebre durant el segle XIV o XIII. Ja al segle xiv es va construir a la ciutat sobre l'actual turó del castell una propietat del duc de Masòvia. El 1476, quan la ciutat formava part del Regne de Polònia, Casimir IV va ampliar els drets dels ciutadans. A partir d'aleshores van poder comerciar amb Lubelski (Lublin) i amb Rus. El 1563 la ciutat tenia 211 artesans de 13 especialitats diferents, entre les quals el tèxtil era el sector més important. Entre el 1655 i el 1660 els suecs van ocupar i destruir pràcticament tota la ciutat. Abans de la Gran Guerra del Nord, quan es va tornar a veure greument afectada, va haver de suportar la pesta i força incendis. Durant la Tercera Partició de Polònia, el 1795, la ciutat fou incorporada a Prússia. El 1807 va passar al Gran Ducat de Varsòvia, i el 1815 al Tsarat de Polònia. Durant la Primera Guerra Mundial, els afores de la ciutat foren l'escenari d'una cruent guerra entre alemanys i russos. Durant la Segona Guerra Mundial va tenir lloc molt a prop la batalla de Bzura entre alemanys i polonesos. Durant l'ocupació nazi la població jueva, gairebé una quarta part de la població total, fou anihilada o deportada a camps d'extermini.